# 曾维舟
曾维舟（1988年11月9日—2015年5月11日），中国知名天文爱好者，网络曾用昵称周团图、昴星团、活动星图、无籽水稻之父、mRNA、tRNA等。小行星375043以其名字命名。

## 生平
1988年出生于广西龙胜各族自治县，并在当地小学和中学就读。2004年来到北京继续接受中学教育。2006-2009年就读于北京科技职业学院生物技术与应用专业。此后，他曾在军事医学科学院实习，并在中国科学院国家纳米科学中心从事技术工作。2013年末，他曾在北京顺义的一家西点培训机构短暂学习。2014年，回到龙胜家中，致力于建设“越城岭天文台”，但终未完成。2015年5月11日凌晨2时左右在家中因意外不幸逝世。
在2010年以后，直至2014年他离开北京前，常在北京大学寄居和活动，和北京大学青年天文学会、北京大学爱心社、北京大学绿色生命协会、北京大学中国音乐学社等团体存在密切的联系。同时，他和北京天文馆也有一定联系。

## 业余天文活动
曾维舟的好友，北京天文馆朱进指出，曾维舟的天文兴趣包括流星的目视观测、人造天体的观测和小行星掩星。
在流星观测方面，曾维舟的首次成功的观测经历是2003年的双子座流星雨。2005年年底，曾维舟即开始进行流星标准观测。2006-2015这十年间，他总共以Weizhou Zeng（IMO代码：ZENWE）的名义向国际流星组织的目视观测数据库（VMDB）中上传过60份观测记录，包含2267颗流星和86.01小时的观测时间。2008年，在业余天文学家欧阳天晶的指导下在北京进行了流星无线电观测的尝试。2013年，在观测当年英仙座流星雨后，与网友合作分析了一颗火流星轨迹。
曾维舟还曾多次对日食、月食、小行星掩星及人造天体进行了观测，留存了一定量的观测报告。2014年11月起，他在广西龙胜家中开始建设一座小型远程天文台，即“越城岭天文台”，但未完成。
曾维舟对国内天文爱好者社区的发展做出了贡献。他积极参与包括全国天文社团发展论坛在内的各种交流活动，并对北京大学青年天文学会的发展和改革做出了巨大贡献。

## 气象活动
曾维舟对大气和海洋活动的观测与预报，及大气光学现象很感兴趣，并在内地气象论坛台风论坛注册有账号，活跃于气象讨论中。他时常提供向业余天文观测者提供气象方面的建议，并在北京大学青年天文学会建立气象方面的小组。他生前致力于编辑模仿曾在中国中央电视台播出的《气象信息》节目的同名视频短片，使用与好友合作解析绘制的MTSAT-2卫星云图数据，但目前仅有三期流传。

## 化学吧
约2005年前后，曾维舟以“活动星图”为ID参与百度贴吧化学吧、物理吧、生物吧等理科贴吧讨论，后来一度任职化学吧小吧主，以及论坛“NEO化学吧”的管理员。

## 其他爱好
曾维舟是中国手语的使用者。他还演奏笛箫，曾参与北京大学中乐学社的演出。他还制作动物标本，拍摄植物延时摄影。他在北大未名BBS、水木清华BBS，以及台风论坛等网络平台也十分活跃。

## 相关资料
- 板路 - 十万三千本魔导书 （页面存档备份，存于），曾维舟生前搭建的个人网站，未完成。
- 纪念mRNA （页面存档备份，存于），北大未名BBS天文版收集的互联网上纪念曾维舟的文章合集。
- 小行星375043，以曾维舟名字命名的小行星。Asteroids that I Named，发现人叶泉志的记录。